# Lajla Përnaska
Lajla Përnaska (Tirana, 14. lipnja 1961.) albanska je političarka, pedijatrica i autorica nekoliko knjiga. Bila je zastupnica u Skupštini Republike Albanije ispred Demokratske stranke Albanije od 2005. do 2013. godine u dva mandata. Izabrana je u okrugu Tirana.
Studirala je pedijatriju na Sveučilištu u Tirani, a kasnije je specijalizirala na Sveučilištu Descartes u Parizu i Sveučilištu Henri Poincaré u Francuskoj. Izabrana je za zastupnicu na općim izborima 2005. godine iz okruga Tirana. Bila je članica Odbora za vanjsku politiku i Odbora za rad, socijalna pitanja i zdravstvo.
Specijalistica je za rodnu perspektivu u razvojnim politikama i programima od 1996. godine. Sudjelovala je u suradnji razvojnih programa s međunarodnim organizacijama poput UNICEF-a, UNDP-a, Vijeća Europe, Europske komisije, USAID-a, Svjetske banke, Svjetske zdravstvene organizacije. Angažirana je aktivistica civilnog društva, ali i u političkom životu zemlje od 1995. godine.
Godine 2022. bila je kandidatkinja za predsjednicu Republike Albanije, a 2023. se natjecala za mjesto gradonačelnice općine Tirana.

## Djela
- Za vaše dijete, 1995.
- Upoznavanje našeg djeteta, 1996.
- Postpekinška nacionalna platforma Žena, obitelj, zajednica, 1997.
- Biti informiran - reproduktivno zdravlje i obrazovanje mladih, 1997.
- Ravnoteža spolova u društvu, 1999.
- Ravnopravnost spolova, nužnost albanskog društva, 2000.
- Albanske žene i Pakt stabilnosti, 2001.
- Uloga žena u politici, 2003.
- Psihološki razvoj djece
- Mladi i reproduktivno zdravlje
- Platforma "Žena, obitelj, društvo
- Spolna ravnoteža u politici
- Antistres" znanja i praktični savjeti, 2004.
- Vodič kroz adolescenciju 2005.